# Brooke Shipley

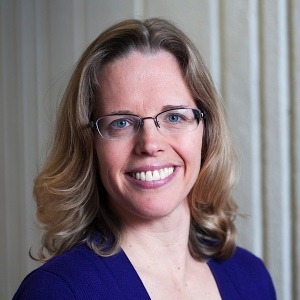
Brooke Shipley 2015

Brooke Elizabeth Shipley ist eine US-amerikanische Mathematikerin, die sich mit algebraischer Topologie (Homotopietheorie) und homologischer Algebra befasst.
Brooke Shipley studierte an der Harvard University mit dem Bachelor-Abschluss magna cum laude 1990 und wurde 1995 am Massachusetts Institute of Technology bei Haynes Miller promoviert (Convergence of the Homology Spectral Sequence of a Cosimplicial Space). Als Post-Doktorandin war sie an der University of Notre Dame und der University of Chicago (Dickson Instructor von 1996 bis 2000). 1998 wurde sie Assistant Professor und 2002 Associate Professor an der Purdue University. Sie ist seit 2003 Associate Professor und seit 2007 Professorin an der University of Illinois at Chicago. Ab 2014 war sie Leiter der Abteilung Mathematik, Statistik und Informatik.
Mit John Greenlees leistete sie wichtige Beiträge zur stabilen Homotopietheorie (der Homotopietheorie von Spektren) im Fall zusätzlicher Gruppenwirkungen auf den zugrundeliegenden Räumen (sog. equivariante stabile Homotopietheorie). Nach der Behandlung des Falls endlicher Gruppen durch Greenlees und J. Peter May in den 1980er Jahren gelang ihr mit Greenlees 2018 die Behandlung des Falls kompakter Liegruppen.
Ab 2002 war sie Sloan Research Fellow und 2018 Simons Foundation Fellow am Isaac Newton Institute. 2015 wurde sie Fellow der American Mathematical Society. 2022 erhielt sie mit Greenlees den Senior-Berwick-Preis für ihre Arbeit An algebraic model for rational torus-equivariant spectra (Journal of Topology 2018).
2012/13 war sie Direktorin des Programms Women in Science and Engineering System Transformation (WISEST).

## Schriften (Auswahl)
- mit Mark Hovey, Jeff Smith: Symmetric spectra, Journal of the American Mathematical Society, Band 13, 2000, S.  149–208
- mit Stefan Schwede: Algebras and modules in monoidal model categories, Proc. London Math. Soc., Band 80, 2000, S. 491–511
- mit M. A. Mandell, J. Peter May, S. Schwede: Model categories of diagram spectra, Proc. London Math. Soc., Band 82, 2001, S. 441–512
- An Algebraic Model for Rational S1‐Equivariant Stable Homotopy Theory, Quarterly Journal of Mathematics, Band 53, 2002, S. 87–110
- mit S. Schwede: Stable model categories are categories of modules, Topology, Band 42, 2003, S. 103–153
- mit S. Schwede: Equivalences of monoidal model categories, Algebraic & Geometric Topology, Band 3, 2003, S. 287–334
- mit D. Dugger: K-theory and derived equivalences, Duke Mathematical Journal, Band 124, 2004, S. 587–617
- A convenient model category for commutative ring spectra, Contemporary Mathematics, Band 346, 2004, S. 473–484
- HZ-algebra spectra are differential graded algebras, American Journal of Mathematics, Band 129, 2007, S. 351–379
- mit Marzieh Bayeh, Kathryn Hess, Varvara Karpova, Magdalena Kedziorek, Emily Riehl: Left-induced model structures and diagram categories, Proc. Women in Topology Workshop August 2013, Arxiv
- mit John Greenlees: An algebraic model for rational torus-equivariant spectra, Journal of Topology, Band 11, 2018, S. 666–719, Arxiv